# 静岡市立清水入江小学校
静岡市立清水入江小学校（しずおかしりつ しみずいりえしょうがっこう）は、静岡県静岡市清水区追分二丁目にある公立小学校。

## 沿革
- 1873年（明治6年） - 慈雲寺本堂にて開校[1]。
- 1886年（明治19年） - 入江字割堀田に「江南尋常小学校」を設置[1]。
- 1889年（明治22年） - 入江町入江字浜田に「入江町立入江尋常小学校」を設置[1]。
- 1936年（昭和11年） - 校舎を桜橋町69番地に移転。
- 1937年（昭和12年） - 「入江尋常小学校」と改称[1]。
- 1941年（昭和16年） - 国民学校令により、「清水市立入江国民学校」と改称[1]。
- 1947年（昭和22年） - 学制改革により、「清水市立入江小学校」と改称[1]。
- 1959年（昭和34年） - 校舎鉄筋化の工事が始まる。
- 1961年（昭和36年） - プールが完成。
- 1969年（昭和44年） - 体育館が完成する
- 1972年（昭和47年） - 開校100年祭を挙行[1]。
- 1979年（昭和54年） - 鉄筋校舎が完成する。
- 1993年（平成5年） - プールを新築する。
- 2003年（平成15年）4月1日 - 静岡市との合併に伴い、「静岡市立清水入江小学校」に改名[1]。
- 2006年（平成18年） - 西校舎耐震工事。
- 2008年（平成20年） - 入江児童クラブが1教室を開設し、2教室となる。用務員室を東校舎北側に新築する。
- 2019年（令和元年） - 正門と東門のブロック塀をフェンスにする改修工事を行う。
- 2020年（令和2年） - 普通教室にエアコン設置工事が完了する。
- 2022年（令和4年） - 台風15号による大雨の影響で床上浸水被害を受け9月26日から30日まで休校となる[2]。

### この節の出典
- 学校沿革（学校ホームページ内学校紹介）

## 通学区域
清水区

| - 淡島町 - 入江一丁目～三丁目 - 入江南町 - 有東坂の一部 - 恵比寿町 - 追分一丁目～四丁目 - 北脇の一部 - 北脇新田の一部 | - 桜橋町 - 渋川 - 渋川一丁目の一部 - 渋川二丁目・三丁目 - 新富町 - 鶴舞町 - 西大曲町 - 東大曲町 |

## 著名な出身者
- さくらももこ（漫画家、代表作『ちびまる子ちゃん』は当校を舞台としている。）
- 長谷川健太（元サッカー選手、名古屋グランパス監督、さくらももこの同級生で『ちびまる子ちゃん』では「ケンタ」として登場。）
- 平岡秀章（放送作家、さくらももこの同級生で『ちびまる子ちゃん』では「ひらば」として登場。）
- 西澤明訓（元サッカー選手）
- 鈴木啓太（元サッカー選手、オーブ株式会社 代表取締役）
- 山本海人（サッカー選手、福島ユナイテッドFC所属）
- 立田悠悟（サッカー選手、柏レイソル所属）

## アクセス
- しずてつジャストライン209系統・国道東静岡清水線 「大曲」停留所から、徒歩約540m・約8分。
- しずてつジャストライン236系統・市立病院線 「桜橋駅・桜が丘高校」停留所から、徒歩約880m・約13分。
- 静岡鉄道静岡清水線桜橋駅から、徒歩約745m・約11分（学校敷地から駅まで、直線距離は約280mと近いが、道路と校門の位置関係で、遠回りとなる）。